# Агирофобия
Агирофо́бия (др.-греч. ἄγυια — улица, φόβος — страх), или дромофо́бия (др.-греч. δρόμος — путь, бег, φόβος — страх) — специфическая фобия, заключающаяся в постоянном, иррациональном, навязчивом страхе перед пересечением улицы или дороги. Причинами данного расстройства могут являться потеря близкого человека в ДТП, чрезмерное увлечение новостями, неуверенность в себе или наблюдение за происшествием.

## Состояние человека
Человек, страдающий данной фобией, испытывает трудности при перемещении через дорогу или по ней. Он либо отказывается её переходить, либо переходит, с трудом преодолевая приступы страха. В свою очередь, индикаторами страха являются физиологические изменения, такие как учащение пульса, повышение кровяного давления, изменение кожно-гальванической реакции, неприятные проприорецептивные ощущения (тяжесть в желудке и груди, оцепенение), а также потливость и мышечный тонус. Человек может испытывать потери ориентации и страх смерти. Люди, страдающие агирофобией, могут постоянно находиться в своих квартирах, потому что любой выход на улицу сопровождается тяжелыми эмоциональными переживаниями и соматическими симптомами. Если фобия запущенна, то человек может целыми днями находиться дома не в силах справиться со страхом выйти на улицу.

## Причины и лечение
Чаще всего болезнь появляется в детстве у детей с повышенной тревожностью. Но иногда формируются и во взрослом возрасте. Навязчивый страх также может быть связан с наличием у пациента психического расстройства.
Частые причины:
• личностные расстройства (социофобия, панические атаки, повышенная тревожность);
• ранее пережитый испуг (драка, авария, террористический акт);
• неврологические заболевания;
• приём антидепрессантов;
• злоупотребление наркотиками и алкоголем;
• сильное эмоциональное потрясение (смерть близкого, расставание).
Лечение пациентов с агирофобией включает в себя комплекс процедур, включая психотерапевтическую и медикаментозную терапию, а также общеукрепляющие средства. Широко используются физиотерапия, психотерапия и разные тренинги. Очень важны социальные мероприятия, направленные на предотвращение изоляции. Наиболее эффективный способ лечения — когнитивно-поведенческая терапия. После пациента погружают в пугающие его ситуации под контролем врача, затем самостоятельно. Формируется постепенная устойчивость к фобическим ситуациям.

## Распространение
Данная фобия не является врождённой формой и приобретается в результате жизненной деятельности в той местности, где есть дорожное покрытие. Широко распространена в местах с высокими показателями урбанизации. Наименьшее распространение агирофобия получила в сельской местности ввиду географических и социальных особенностей.